# 泰伯倫礦

在初代《終極動員令》裏出現的泰伯倫水晶

泰伯倫礦（Tiberium）是遊戲「終極動員令：泰伯倫」系列遊戲中一種污染地球、具自行複製能力的外星礦物。它的蔓延，使地球陷入放射冰河時期。全球防衛組織（GDI），一个由世界先進國家組成的高科技聯盟，正努力抑制泰伯倫的增生。然而，NOD兄弟會的領袖肯恩（Kane）則對地球有另一番規劃。

## 命名
据GDI官方说法，泰伯倫礦的名字来源于泰伯倫陨石的坠落地点：意大利的台伯河。但肯恩则宣称泰伯倫礦是NOD兄弟会所发现，并由他亲自命名，其名取自提贝里乌斯。思金人，将泰伯倫礦送至地球的始作俑者，则称其为“Ichor”（希腊文，意为“神之血”）。

## 构思
泰伯倫礦于1995年的《終極動員令》中首次出现，取代《沙丘II 新王朝》中的“香料”，成为了新的主要资源。据西木工作室共同创办人Louis Castle所说：“它解决了我们制作即时战略游戏的一个根本的问题：我们需要一个所有人都会争夺的核心资源，就像是《沙丘》里的香料一样 — 而我们正是这样才构思了泰伯倫礦的概念。它成为了C&C宇宙的支柱，因为人们在为一种代表财富和权力的有限资源而争斗。”
在《終極動員令：泰伯倫之日》中，泰伯倫礦被描述为由42.5%的磷，32.5%的鐵， 15.25%的鈣， 5.75%的銅， 2.5%的矽，以及1.5%的未知物质组成。它释放的气体成分则由22%的甲烷，19%的硫磺，12%的七氯代萘，10%的氬,6%的異丁醇，2%的二甲苯，以及29%的未知气体组成。
在《終極動員令3：泰伯倫戰爭》的开发过程中，藝電决定对泰伯倫礦的构成进行大改动，并委托麻省理工學院的科学家提供一份关于泰伯倫礦之生物物理学、原子结构、遷變方式、发射辐射形式、以及用其驱动机器与武器的方法的白皮书。Mike Verdu，藝電的执行制作人，在游戏中对泰伯倫矿给出了如下的科学解释：
泰伯倫礦是由奇特重粒子组成的密集“动态质子晶格”。当泰伯倫礦与其他物质接触时，重粒子会与目标物质的原子核随机碰撞，将原子核击碎（在原子核较小的情况下），或是逐渐撞击掉质子或中子（在原子核较重的情况下）。泰伯倫礦会捕捉碰撞过程中弹出的质子，并将它们融入自己的结构中，因而将物质转换成更多的泰伯倫礦。当重粒子之一 – 介子或淘子 – 与一个原子核碰撞，会造成核分裂，因而产生阿尔法、贝塔和伽马射线，以及其他形式的电磁辐射（例如红外线）。在转换过程中，与泰伯倫礦接触的原子核，可能会变成质子或中子数不同（通常数量更少）的原子核。  
 — Mike Verdu， Living with Tiberium

## 種類
泰伯倫礦可分為以下幾種：
- 綠色泰伯倫礦：如同紅色警戒中的金屬礦，它可以提供些資金，以便於建構基地。绿色泰伯伦矿石是最基本的资金来源，一般情况下是地图上最多的矿石，生長速度也是最快的。
- 藍色泰伯倫礦：如同「終極動員令：紅色警戒」系列遊戲的一、二代中的寶石礦，屬於珍貴的一類，但是極不穩定，容易爆炸。
- 红色泰伯倫礦：红色泰伯伦矿是极为稀少的一种矿石，不同于其他两种，它不是在一个矿坑边生长，而是在地上以条状出现的。它极为珍贵，不可再生，而且只在极少数地图上出现。
- 液态泰伯倫礦：液态泰伯利亚不能被提取，极其危险。由Nod兄弟会发明出来。液态泰伯利亚爆炸被思金人认为是泰伯利亚矿成熟的信号。